# ヘカトムノス朝

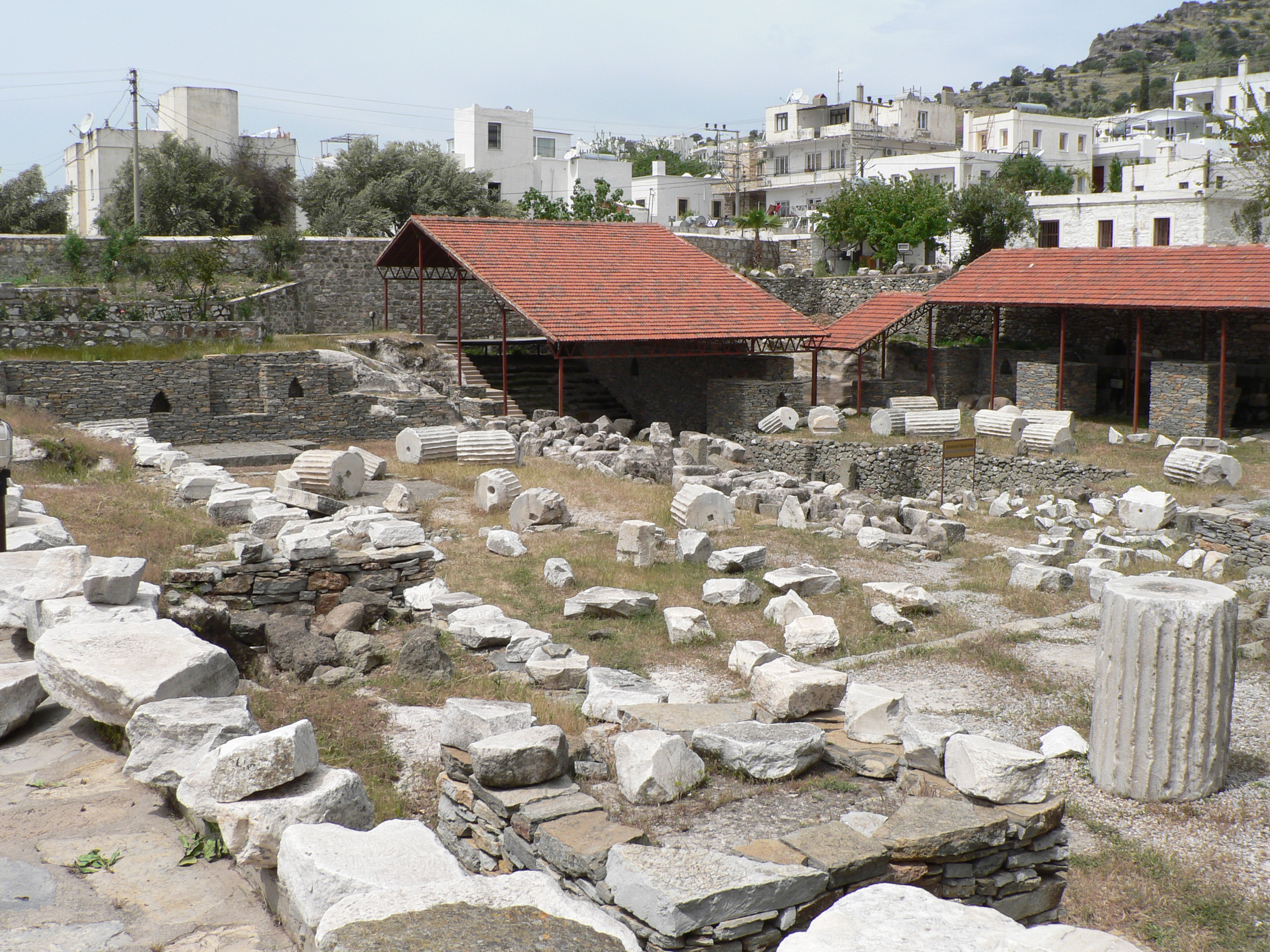
マウソロス霊廟の遺跡

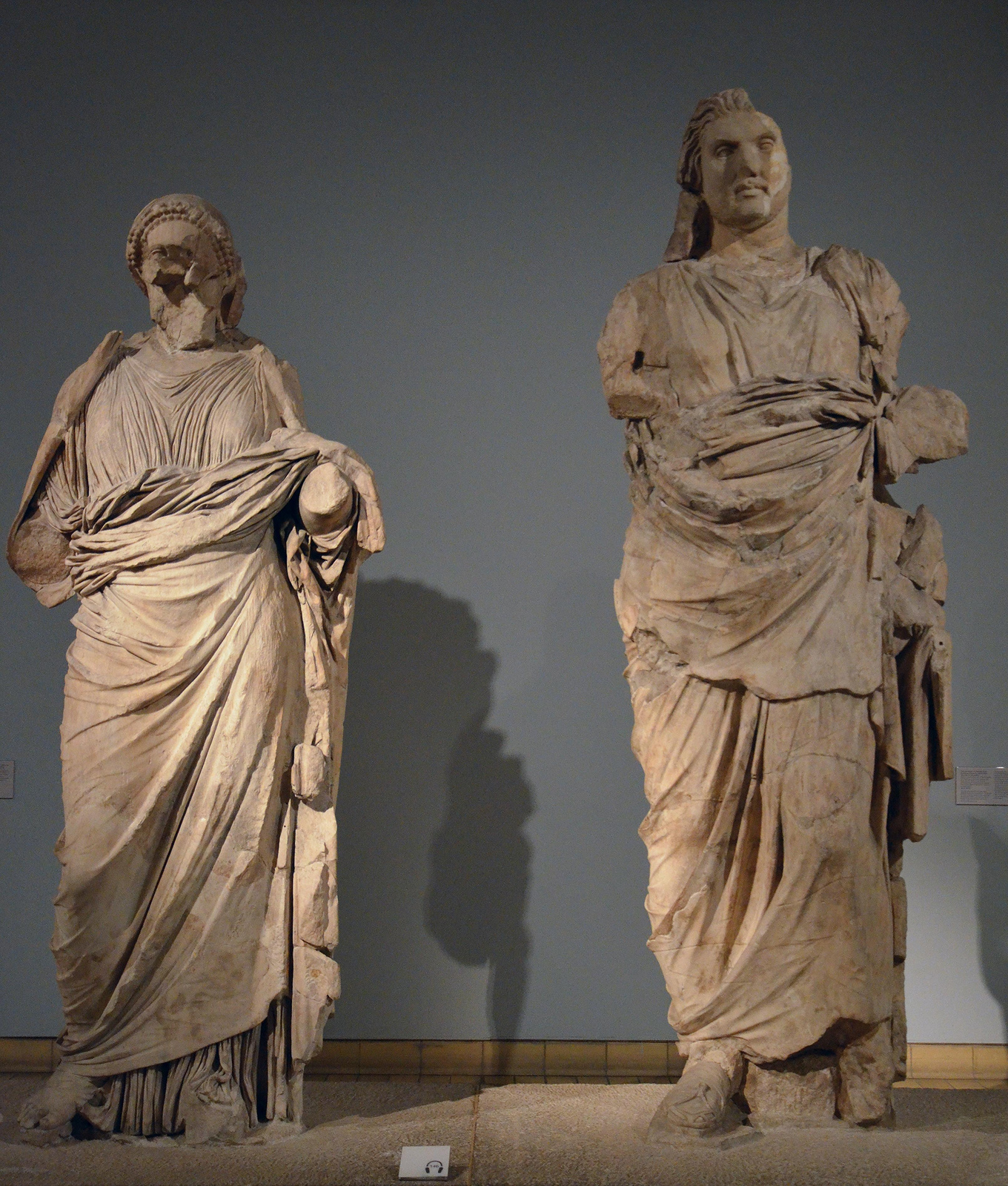
マウソロスとアルテミシアの像（推定）

ヘカトムノス朝（英語: Hecatomnids）は、紀元前4世紀頃にカリアを支配していた家系。アケメネス朝によって任命されたサトラペス（属州総督）だが、世襲を行い擬似的な王朝となった。特に第2代のマウソロスがよく知られている。

## 歴史
紀元前390年代後半、アケメネス朝のアルタクセルクセス2世はサトラペイア（属州）のリュディアを分割し、新たなサトラペイアとしてカリアを設け、ペルシア人ではなくカリアの都市ミュラサの支配者であったヘカトムノス（あるいはその父のヒュッサルドモス）をサトラペスに任じた。紀元前391年にキュプロスでエウアゴラスが反乱を起こした際、アルタクセルクセス2世の命によってヘカトムノスが艦隊を率いているので、この頃までにはすでにサトラペスに就いていたものと見られる。ただし、シケリアのディオドロスはヘカトムノスがエウアゴラスの支援者の一人であったと伝えてもいる。ヘカトムノスはその後アルタクセルクセス2世からミレトスの支配権をも与えられた。以降、カリアのサトラペスの地位はいずれもヘカトムノスの子であるマウソロス、アルテミシア、イドリエウス、アダ、ピクソダロスによって世襲され、擬似的な王朝となった。
紀元前370年から紀元前365年までの間にマウソロスは拠点をミュラサからハリカルナッソスへ移した。ヘカトムノス朝の手でハリカルナッソスの市域は拡張され、周辺にあったカリア人の諸都市が吸収合併されて、ギリシア人と先住のカリア人との間で古来続いてきた併存関係が解消した。また、カリア周辺で信仰されていたゼウス・カリオスとゼウス・ラブラウンドスのうち、盛んではあっても排他的性格を有していたゼウス・カリオスではなく、排他的性格を有していないゼウス・ラブラウンドスを重んじた。ゼウス・カリオス信仰はカリア人、リュディア人、ミュシア人にのみ参与が許されており、カリア在住のギリシア人は排斥されていたと考えられる。伝承の上でカリア人とリュディア人、ミュシア人の名祖が兄弟であるとされていたからである。ヘカトムノス朝のもとで、カリアにおけるギリシア人とカリア人との文化的差異は希薄になっていった。
マウソロスの死後、妹であり妻でもあるアルテミシアは世界の七不思議の一つとして数えられるマウソロス霊廟を建てた。紀元前334年にピクソダロスが死ぬと女婿でペルシア人のオロントバテスがカリアの支配者となったが、アレクサンドロス3世によって征服された。その後、アダはカリアの支配権を安堵され、紀元前326年頃に死んだようである。

## 系譜

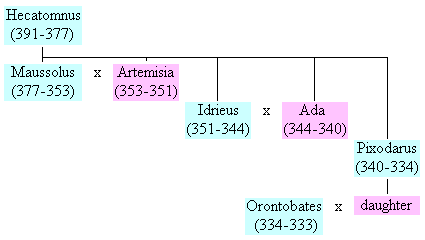
ヘカトムノス朝の家系図

| 名             | 肖像 | 解説                                 | 在位            | 注     |
| -------------- | ---- | ------------------------------------ | --------------- | ------ |
| ヘカトムノス   |      | ヒュッサルドモスの子。               | 前391年−前377年 | [ 3 ]  |
| マウソロス     |      | ヘカトムノスの子。                   | 前377年−前353年 | [ 4 ]  |
| アルテミシア   |      | ヘカトムノスの子。マウソロスの妻。   | 前353年−前351年 | [ 10 ] |
| イドリエウス   |      | ヘカトムノスの子。                   | 前351年−前344年 | [ 11 ] |
| アダ           |      | ヘカトムノスの子。イドリエウスの妻。 | 前344年−前340年 | [ 12 ] |
| ピクソダロス   |      | ヘカトムノスの子。                   | 前340年−前334年 | [ 9 ]  |
| オロントバテス |      | ペルシア人。ピクソダロスの女婿       | 前334年         |        |
| アダ（復位）   |      | ヘカトムノスの子。イドリエウスの妻。 | 前334年−前326年 | [ 12 ] |

## 参考資料
- 阿部拓児「<論説>前四世紀小アジアのヘカトムノス朝とカリアの文化:ラブラウンダとハリカルナッソスの事例から」『史林』第88巻第5号、史学研究会 (京都大学文学部内)、2005年9月、664-698頁、doi:10.14989/shirin_88_664、hdl:2433/239869、2022年4月21日閲覧。
- Lendering, Jona. “Livius.org”. 2019年9月11日閲覧。